# Pedal to the Metal
Pedal to the Metal es el octavo álbum de estudio de la banda de heavy metal estadounidense Impellitteri.

## Lista de canciones
1. The Writings On The Wall (Impellitteri, Skelton) - 4:12
2. Crushing Daze (Impellitteri, Skelton) - 2:34
3. Destruction (Impellitteri, Skelton) - 3:39
4. Dance With The Devil (Impellitteri, Skelton) - 3:40
5. Hurricane (Impellitteri, Skelton) - 4:19
6. Judgment Day (Impellitteri, Skelton) - 3:19
7. The Iceman Cometh (Impellitteri, Skelton) - 3:37
8. P.U.N.K. (Impellitteri) - 3:36
9. Propaganda Mind (Impellitteri, Skelton) - 4:10
10. Stay Tonight (Impellitteri, Skelton) - 3:53
11. The Fall Of Titus (American Metal vs. Swedish Metal) (Impellitteri, Skelton) - 3:27

## Personal
- Chris Impellitteri - guitarras
- James Amelio Pulli - bajo
- Edward Harris Roth - teclado
- Curtis Skelton - voz
- Glen Sobel - batería

- Datos: Q7158982